# Rising Auto
Rising Auto (chinesisch: 飞凡 bzw. Feifan) ist eine Marke für Elektroautos des chinesischen Automobilherstellers SAIC Motor.

## Hintergrund
Zunächst vermarktete Roewe ab 2020 seine elektrisch angetriebenen Premiummodelle unter der Submarke R. Dies waren die Modelle ER6 und Marvel R. Im Oktober 2021 kündigte der Mutterkonzern SAIC an, die Marke fortan als Rising Auto zu führen. Als Markenlogo wird weiterhin der Buchstabe „R“ verwendet. Mit dem Rising R7 debütierte im Mai 2022 ein Fahrzeug mit einem austauschbaren NMC-Akkumulator. Diese Technik kommt auch im Rising F7 zum Einsatz, der im September 2022 debütierte.
Neben Rising Auto verwendet SAIC mit IM Motors noch eine weitere Marke für Elektroautos. Das erste Modell dieser Marke ist der im April 2022 in den Handel gekommene IM L7.
Im November 2024 kündigte SAIC Motor Passenger Vehicle an, die Marke Rising Auto in Roewe umzuwandeln und damit ihre Geschichte als unabhängige Marke zu beenden. Rising entwickelte sich unter Roewe zu einer Premium-Produktlinie für Elektroautos.

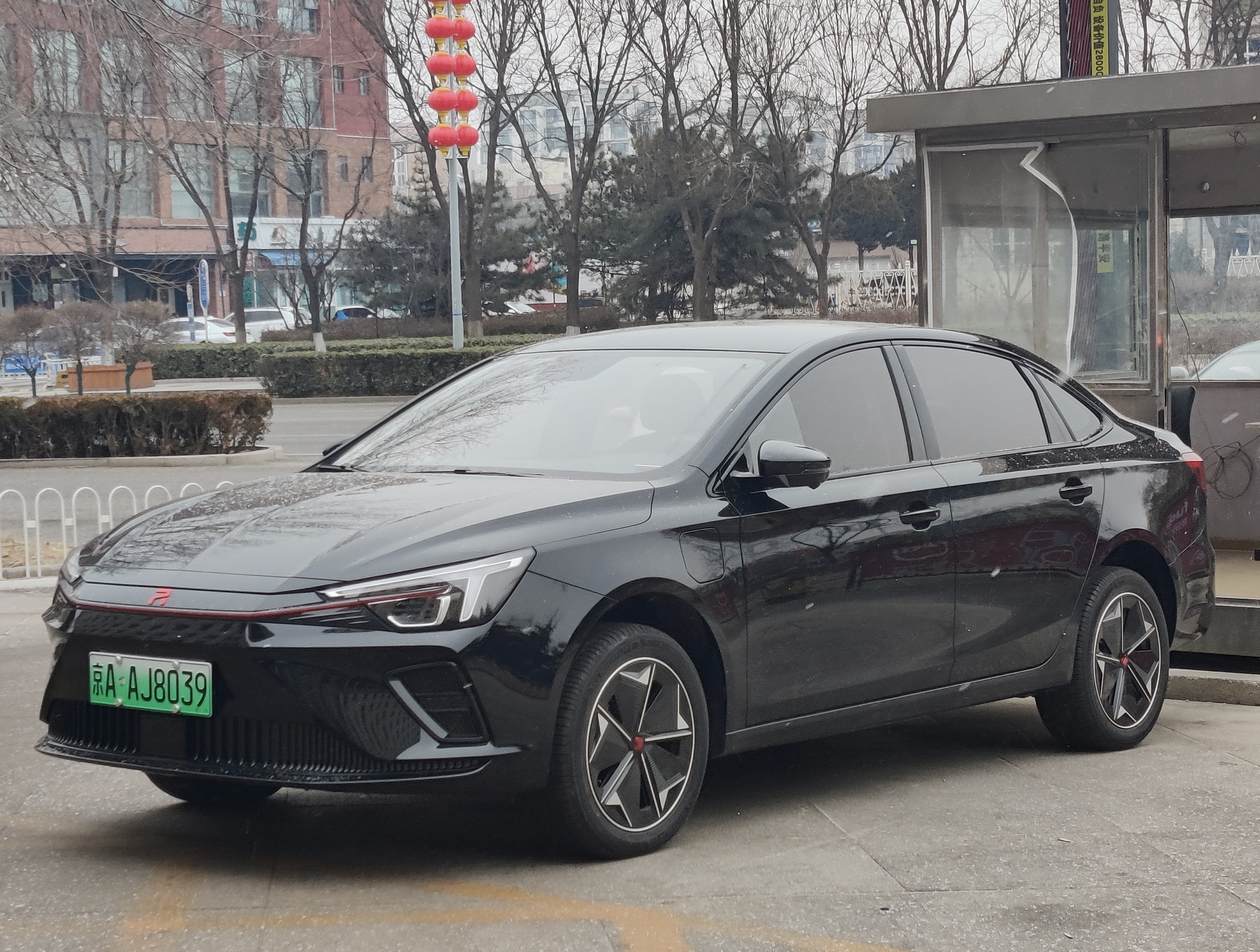
Rising ER6
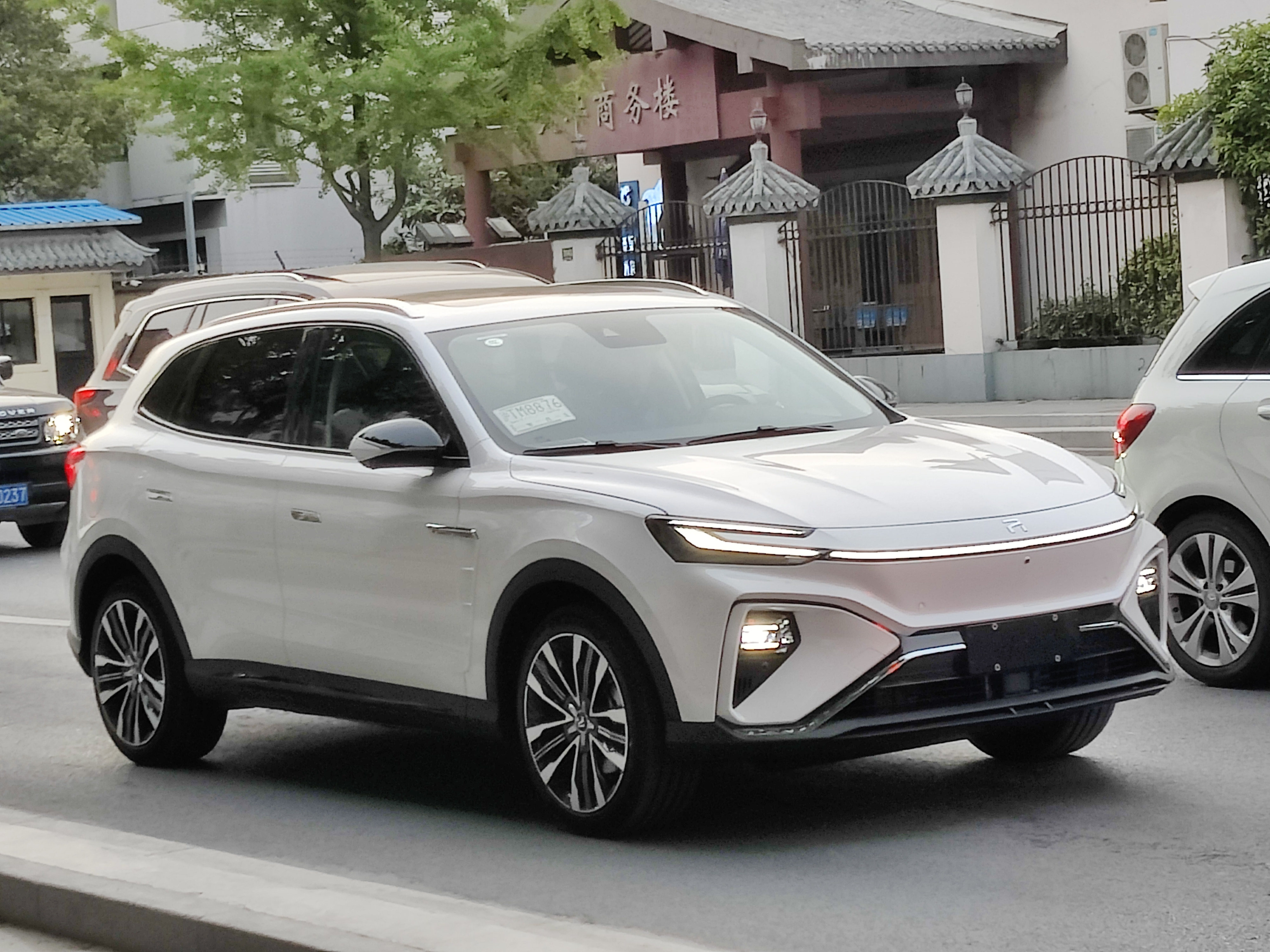
Rising Marvel R
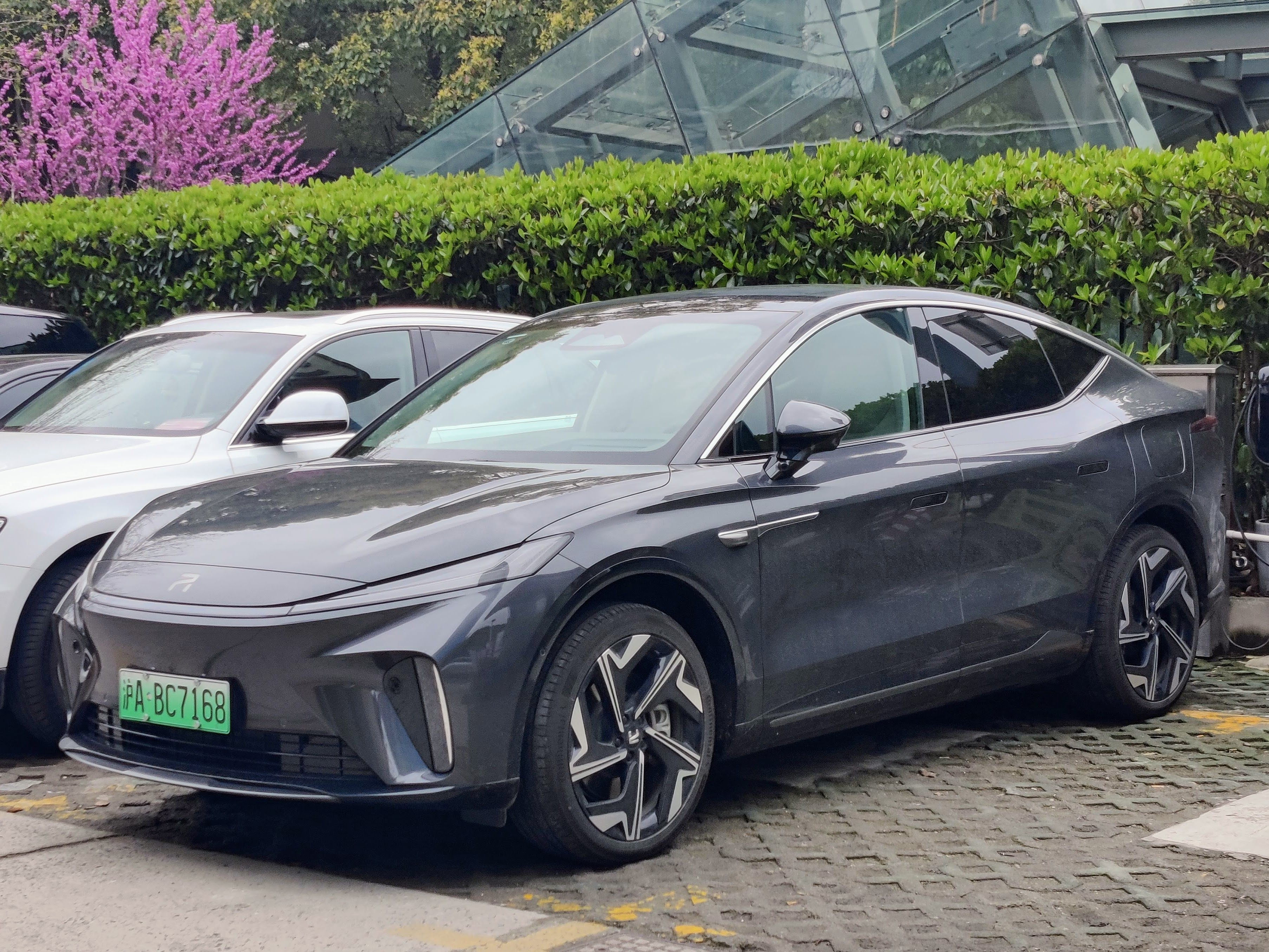
Rising R7
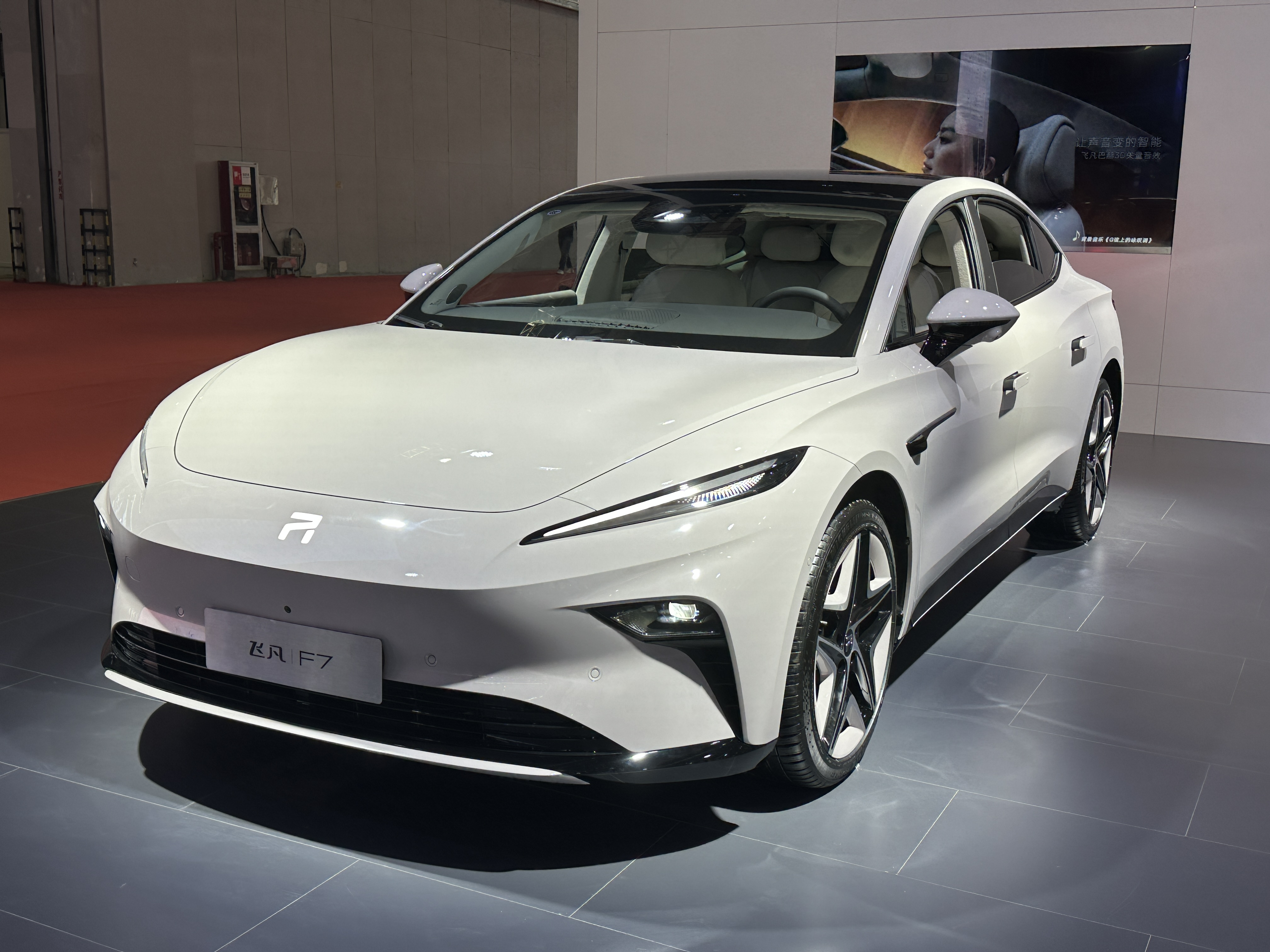
Rising F7